# 18 Karat
18 Karat (* 21. September 1985; bürgerlich Ivo Vieira Silva) ist ein portugiesischer Deutschrapper. Er stand bei Farid Bangs Label Banger Musik aus Düsseldorf unter Vertrag. Sein Künstlername leitet sich aus der Maßeinheit Karat ab, mit welcher der Feingehalt von Gold angegeben wird. In seinen Musikvideos trägt er eine Goldmaske.

## Leben und Karriere
18 Karat ist Portugiese und zog in jungen Jahren mit seiner Familie nach Dortmund, wo er aufwuchs. Er kam bereits früh in Konflikt mit dem Gesetz, verkaufte Drogen und verbüßte Jugendhaftstrafen.
Im Jahr 2015 veröffentlichte er über den YouTube-Kanal des Labels Supremos Records mehrere Musikvideos. Er erscheint mit einer Goldmaske, die nach seinen Angaben mit echtem Blattgold verziert ist und einen Wert von 3500 Euro hat. Zu den Gründen, warum er ausschließlich mit Maske auftritt, äußerte sich 18 Karat wie folgt:

„Das liegt daran, weil ich ein Junge von der Straße bin und noch nicht ganz raus von der Straße bin und noch viel zu verstecken habe.“

Anfang 2016 machte 18 Karat mit seinem Debütalbum FSK18 Brutal auf sich aufmerksam. Im Juni desselben Jahres wurde er von dem Düsseldorfer Label Banger Musik unter Vertrag genommen.
Am 2. März 2017 erschien die Single Komm ins Café. Als Feature-Gast ist Farid Bang zu sehen. In dem Lied werden mehrere Rapper gedisst, unter anderem die Rapper Casper, Chakuza und Ferris MC. Auch Miami Yacine wird in einem provokanten Kontext erwähnt und namentlich aufgefordert, „in’s Cafe zu kommen, um zu reden“. Das Lied wurde von Abaz und Clay Beatz produziert.
Am 7. April 2017 erschien sein zweites Studioalbum Pusha, das Platz 4 der deutschen Charts erreichte.
Am 3. März 2018 erschien sein drittes Album Geld Gold Gras, das Platz 3 der deutschen Charts erreichte.
Im April 2019 gab er via Instagram bekannt, dass er sein ehemaliges Projekt Supremos Records, unter dem er auch bereits sein erstes Album „FSK18 Brutal“ veröffentlichte, wieder aufnehmen möchte und so dabei ist, ein Label unter dem Namen Supremos Records zu gründen. Auch der Supremos-YouTube Channel ist seit 2019 wieder aktiv.
Auf diesem Channel wurden mit mehreren Musikvideos auch schon die neuen Künstler des Supremos Label Hemso, Brecho und Hamada vorgestellt.
Im Juni 2022 wurde der Rapper nach Ermittlungen der Dortmunder Staatsanwaltschaft unter dem Verdacht des Handels mit Betäubungsmitteln und des Verstoßes gegen das Waffengesetz verhaftet und blieb wegen Fluchtgefahr bis zur Hauptverhandlung in Untersuchungshaft. Im Dezember 2022 wurde er wegen Drogenschmuggels zu 6 Jahren und 3 Monaten Gefängnis verurteilt. Während seiner Haftstrafe in der Justizvollzugsanstalt Dortmund heiratete er im Jahr 2023 seine Verlobte Maya.

## Diskografie

### Studioalben
| Jahr | Titel Musiklabel                                  | Höchstplatzierung, Gesamtwochen, AuszeichnungChartplatzierungen (Jahr, Titel, Musiklabel, Platzierungen, Wochen, Auszeichnungen, Anmerkungen) | Höchstplatzierung, Gesamtwochen, AuszeichnungChartplatzierungen (Jahr, Titel, Musiklabel, Platzierungen, Wochen, Auszeichnungen, Anmerkungen) | Höchstplatzierung, Gesamtwochen, AuszeichnungChartplatzierungen (Jahr, Titel, Musiklabel, Platzierungen, Wochen, Auszeichnungen, Anmerkungen) | Anmerkungen                                                       |
| Jahr | Titel Musiklabel                                  | DE | AT | CH | Anmerkungen                                                       |
| ---- | ------------------------------------------------- | --- | --- | --- | ----------------------------------------------------------------- |
| 2016 | FSK18 Brutal Supremos Records, Soulfood           | DE26 (1 Wo.)DE | AT35 (1 Wo.)AT | CH54 (1 Wo.)CH | Erstveröffentlichung: 8. Januar 2016 Indiziert seit Dezember 2024 |
| 2017 | Pusha Banger Musik, Warner Music                  | DE4 (4 Wo.)DE | AT6 (2 Wo.)AT | CH5 (3 Wo.)CH | Erstveröffentlichung: 7. April 2017 Indiziert seit Dezember 2024  |
| 2018 | Geld Gold Gras Banger Musik, Warner Music         | DE3 (7 Wo.)DE | AT3 (2 Wo.)AT | CH6 (3 Wo.)CH | Erstveröffentlichung: 9. März 2018                                |
| 2019 | Je m’appelle Kriminell Banger Musik, Warner Music | DE3 (7 Wo.)DE | AT3 (3 Wo.)AT | CH4 (3 Wo.)CH | Erstveröffentlichung: 31. Mai 2019                                |
| 2021 | Narco Trafficante Banger Musik, Warner Music      | DE2 (2 Wo.)DE | AT16 (1 Wo.)AT | CH47 (1 Wo.)CH | Erstveröffentlichung: 8. Januar 2021                              |
| 2022 | Uncut Banger Musik, Warner Music                  | DE4 (2 Wo.)DE | AT11 (1 Wo.)AT | CH10 (1 Wo.)CH | Erstveröffentlichung: 7. Januar 2022                              |

### EPs
- 2017: Gesetzlos EP
- 2018: VdHidC EP (Von der Hölle in die Charts EP)
- 2019: Unterwelt EP
- 2021: Plata o Plomo EP

### Singles als Leadmusiker
| Jahr | Titel Album                                     | Höchstplatzierung, Gesamtwochen, AuszeichnungChartplatzierungen (Jahr, Titel, Album, Platzierungen, Wochen, Auszeichnungen, Anmerkungen) | Höchstplatzierung, Gesamtwochen, AuszeichnungChartplatzierungen (Jahr, Titel, Album, Platzierungen, Wochen, Auszeichnungen, Anmerkungen) | Höchstplatzierung, Gesamtwochen, AuszeichnungChartplatzierungen (Jahr, Titel, Album, Platzierungen, Wochen, Auszeichnungen, Anmerkungen) | Anmerkungen                                                 |
| Jahr | Titel Album                                     | DE | AT | CH | Anmerkungen                                                 |
| --- | ----------------------------------------------- | --- | --- | --- | ----------------------------------------------------------- |
| 2018 | Versace Geld Gold Gras                          | DE96 (1 Wo.)DE | — | — | Erstveröffentlichung: 25. Januar 2018                       |
| 2018 | Komm ins Café 2 Geld Gold Gras                  | DE53 (1 Wo.)DE | AT63 (1 Wo.)AT | CH88 (1 Wo.)CH | Erstveröffentlichung: 9. Februar 2018 feat. Farid Bang      |
| 2018 | Mama ist nicht stolz Geld Gold Gras             | DE50 (1 Wo.)DE | AT73 (1 Wo.)AT | CH90 (1 Wo.)CH | Erstveröffentlichung: 23. Februar 2018                      |
| 2019 | So stell ich mir das vor Je m’appelle Kriminell | DE47 (2 Wo.)DE | AT68 (1 Wo.)AT | CH94 (1 Wo.)CH | Erstveröffentlichung: 8. März 2019                          |
| 2019 | FMFL 3.0 Je m’appelle Kriminell                 | DE50 (1 Wo.)DE | AT53 (1 Wo.)AT | CH69 (1 Wo.)CH | Erstveröffentlichung: 3. Mai 2019                           |
| 2019 | Immer auf der Straße Je m’appelle Kriminell     | DE38 (1 Wo.)DE | AT46 (1 Wo.)AT | CH69 (1 Wo.)CH | Erstveröffentlichung: 19. Mai 2019 feat. Gzuz               |
| 2019 | Verliebt in einen Gangster 2 Plata o Plomo EP   | DE23 (5 Wo.)DE | AT46 (1 Wo.)AT | CH73 (1 Wo.)CH | Erstveröffentlichung: 30. August 2019 feat. Nura            |
| 2019 | Narco Trafficante Plata o Plomo EP              | DE77 (1 Wo.)DE | — | — | Erstveröffentlichung: 11. Oktober 2019                      |
| 2020 | Gelb Narco Trafficante                          | DE100 (1 Wo.)DE | — | — | Erstveröffentlichung: 21. August 2020                       |
| 2020 | Smoke Weed Everyday Narco Trafficante           | DE68 (1 Wo.)DE | — | — | Erstveröffentlichung: 9. Oktober 2020                       |
| 2020 | Traffic Narco Trafficante                       | DE100 (1 Wo.)DE | — | — | Erstveröffentlichung: 23. Oktober 2020                      |
| 2020 | Verrückt Narco Trafficante                      | DE— aDE | — | — | Erstveröffentlichung: 13. November 2020                     |
| 2021 | Lade die AK Uncut                               | DE— bDE | — | — | Erstveröffentlichung: 22. Oktober 2021                      |
| 2021 | Gangsta Gangsta 2.0 Uncut                       | DE— cDE | — | — | Erstveröffentlichung: 5. November 2021                      |
| Folgende Lieder erschienen nicht als Single, wurden aber durch das Album zum Download und Streaming bereitgestellt und konnten somit eine Platzierung erlangen: |                                                 | | | |                                                             |
| |                                                 | | | |                                                             |
| 2018 | Auf einmal sind alle korrekt Geld Gold Gras     | DE73 (1 Wo.)DE | — | — | Charteinstieg: 16. März 2018 feat. Bonez MC                 |
| 2019 | Mafia Je m’appelle Kriminell                    | DE73 (1 Wo.)DE | — | — | Erstveröffentlichung: 7. Juni 2019 feat. AK Ausserkontrolle |

Weitere Singles (Auswahl)
- 2015: Studiogangster
- 2015: Kein Rapper
- 2015: Fast Money Fast Life
- 2015: T€UF€L
- 2015: Raubtier auf Jagd (feat. Manuellsen)
- 2016: Chivatos
- 2017: Fast Money Fast Life 2.0
- 2017: Straßenabitur
- 2017: Gangsta Gangsta
- 2017: Löwen
- 2017: Pusha
- 2017: Braun Grün Geld Lila (feat. Play69)
- 2017: Ich glaub an dich
- 2017: Gegen den Fame
- 2017: Psycho (feat. KC Rebell)
- 2017: Illegaler Lifestyle
- 2017: Crack city
- 2017: Dieser Weg
- 2017: Pusha gewesen Pusha geblieben
- 2017: Wieder dicht
- 2017: Mach ma keine Filme (feat. Play69)
- 2017: Wahre Begebenheiten (feat. AK Ausserkontrolle)
- 2017: FMFL 2.0
- 2017: Komm ins Café (feat. Farid Bang)
- 2018: Hustla
- 2019: Boyz in the Hood
- 2019: Bandolero (feat. Farid Bang)
- 2019: 3NG (mit Play69, Hemso, Hamada & Brecho)
- 2020: Cosa Nostra
- 2021: Dämonen (mit Liyah)
- 2021: Revision
- 2021: Meins (mit Twin)
- 2021: All Eyez on Me
- 2021: Untouchable
- 2021: Bad Boy
- 2021: Nur noch einmal (feat. Kollegah)
- 2021: White Devil
- 2022: Rockstar (mit Aysar)
- 2022: 100 Kriege (mit Paula Douglas)
- 2023: Verliebt in einen Gangster 3 (mit Jokerbelle)

### Singles als Gastmusiker
| Jahr | Titel Album                     | Höchstplatzierung, Gesamtwochen, AuszeichnungChartplatzierungen (Jahr, Titel, Album, Platzierungen, Wochen, Auszeichnungen, Anmerkungen) | Höchstplatzierung, Gesamtwochen, AuszeichnungChartplatzierungen (Jahr, Titel, Album, Platzierungen, Wochen, Auszeichnungen, Anmerkungen) | Höchstplatzierung, Gesamtwochen, AuszeichnungChartplatzierungen (Jahr, Titel, Album, Platzierungen, Wochen, Auszeichnungen, Anmerkungen) | Anmerkungen                                                                                             |
| Jahr | Titel Album                     | DE | AT | CH | Anmerkungen                                                                                             |
| --- | ------------------------------- | --- | --- | --- | --- |
| 2018 | Das erste Mal Monument          | DE32 (3 Wo.)DE | AT33 (1 Wo.)AT | CH58 (1 Wo.)CH | Erstveröffentlichung: 2. November 2018 Kollegah feat. 18 Karat                                          |
| 2020 | Knast oder Palast               | DE98 (1 Wo.)DE | — | — | Erstveröffentlichung: 7. Februar 2020 Hemso feat. 18 Karat                                              |
| 2020 | Loco Genkidama                  | DE21 (2 Wo.)DE | AT38 (2 Wo.)AT | CH47 (1 Wo.)CH | Erstveröffentlichung: 3. April 2020 Farid Bang feat. 18 Karat & AK Ausserkontrolle                      |
| 2020 | I’m a Criminal Babylon II       | DE— dDE | — | — | Erstveröffentlichung: 11. Dezember 2020 Play69 feat. 18 Karat                                           |
| Folgende Lieder erschienen nicht als Single, wurden aber durch das Album zum Download und Streaming bereitgestellt und konnten somit eine Platzierung erlangen: |                                 | | | | |
| |                                 | | | | |
| 2016 | Das bist alles nicht du Abstand | DE90 (1 Wo.)DE | — | — | Charteinstieg: 2. Dezember 2016 KC Rebell feat. 18 Karat                                                |
| 2017 | Banger Imperium Auge des Tigers | DE82 (1 Wo.)DE | — | — | Charteinstieg: 17. Februar 2017 Majoe feat. Farid Bang, KC Rebell, Jasko, Summer Cem, 18 Karat & Play69 |

### Gastbeiträge
- 2016: Seiten auf Null auf Aslan von Play69
- 2016: Koma Remix von Farid Bang
- 2016: Lilane Scheine auf Abstand (Rebell Army EP) von KC Rebell (feat. Jasko & Play69)
- 2017: EWDRG auf Auge des Tigers (Gipfeltreffen EP) von Majoe (feat. Farid Bang, KC Rebell, Jasko, Summer Cem & Play69)
- 2017: Blaulicht Intensiv auf A.S.S.N. von AK Ausserkontrolle
- 2017: Diplomatenrich auf Legacy (Golden Era Tourtape) von Kollegah (feat. Play69)
- 2018: 44 Stiche und Rap hat mich verraten auf Babylon von Play69
- 2018: Sturmmaske auf 2 von Kollegah & Farid Bang (feat. Summer Cem, Capital Bra & King Khalil)
- 2018: Kein Respekt auf Endstufe von Summer Cem
- 2018: Sturmmaske auf (Gold war gestern RMX) auf Platin war gestern von Kollegah & Farid Bang (feat. Summer Cem, Jigzaw & King Khalil)
- 2018: Belesh auf Post Mortem von Jigzaw
- 2018: Betrugos und Supremos auf Fiasko von Jasko
- 2019: Balla Balla auf Kugelsicherer Jugendlicher von Play69
- 2020: Das beste Label auf Genkidama von Farid Bang (feat. Majoe, Sipo, Summer Cem & Jasko)
- 2020: Knockout auf Knockout EP von Hamada
- 2020: Drück auf A.S.S.N. 2 von AK Ausserkontrolle (feat. Farid Bang)
- 2021: I’m a Criminal auf Babylon II von Play69
- 2021: Werd reich oder stirb arm auf Mister Kriminell von Hemso
- 2022: Menace II Society auf Menace II Society von Hamada
- 2022: Judas auf Lone Wolf von Seyed
- 2022: Kugeln im Lauf auf Split von Eunique